# Bóng bàn tại Đại hội Thể thao châu Á 1962
Bóng bàn là cuộc thi tại Đại hội Thể thao châu Á 1962 ở Senayan Sports Palance, Jakarta, Indonesia từ 25 tháng 8 đến 31 tháng 8 năm 1962. Nội dung thi bóng bàn gồm đội, đôi và đơn dành cho nam và nữ, cũng như đôi hỗn hợp.

## Huy chương giành được
| Nội dung    | Vàng                                                                           | Bạc                                                                            | Đồng                                                                        |
| ----------- | ------------------------------------------------------------------------------ | ------------------------------------------------------------------------------ | --------------------------------------------------------------------------- |
| Đơn nam     | Keiichi Miki · Nhật Bản                                                        | Ichiro Ogimura · Nhật Bản                                                      | Koji Kimura · Nhật Bản                                                      |
| Đôi nam     | Nhật Bản (JPN) · Keiichi Miki · Ken Konaka                                     | Nhật Bản (JPN) · Ichiro Ogimura · Koji Kimura                                  | Việt Nam (VIE) · Lê Văn Tiết · Lê Văn Inh                                   |
| Đội nam     | Nhật Bản (JPN) · Koji Kimura · Ken Konaka · Keiichi Miki · Ichiro Ogimura      | Hàn Quốc (KOR) · Chung Yung-Moon · Kang Hi-Jung · Kim Kyung-Jun · Lee Dal-Joon | Singapore (SIN) · Goh Soo Nam · Lim Jit Choon · Lim Wai Sheng · Sim Poh Lin |
| Đơn nữ      | Kimiyo Matsuzaki · Nhật Bản                                                    | Kazuko Ito · Nhật Bản                                                          | Masako Seki · Nhật Bản                                                      |
| Đôi nữ      | Nhật Bản (JPN) · Masako Seki · Noriko Yamanaka                                 | Hàn Quốc (KOR) · Hwang Yool-Ja · Lee Yung-Mi                                   | Nhật Bản (JPN) · Kimiyo Matsuzaki · Kazuko Ito                              |
| Đội nữ      | Nhật Bản (JPN) · Kazuko Ito · Kimiyo Matsuzaki · Masako Seki · Noriko Yamanaka | Hồng Kông (HKG) · Chan Yee Ching · Fan Sin Kwan · Baguio Wong                  | Hàn Quốc (KOR) · Choi Kyung-Ja · Hwang Yool-Ja · Lee Shin-Ja · Lee Yung-Mi  |
| Đôi hỗn hợp | Nhật Bản (JPN) · Ichiro Ogimura · Kimiyo Matsuzaki                             | Nhật Bản (JPN) · Koji Kimura · Kazuko Ito                                      | Nhật Bản (JPN) · Keiichi Miki · Masako Seki                                 |

## Bảng huy chương
| 1    | Nhật Bản (JPN)  | 7 | 4 | 4 | 15 |
| 2    | Hàn Quốc (KOR)  | 0 | 2 | 1 | 3  |
| 3    | Hồng Kông (HKG) | 0 | 1 | 0 | 1  |
| 4    | Singapore (SIN) | 0 | 0 | 1 | 1  |
| 4    | Việt Nam (VIE)  | 0 | 0 | 1 | 1  |
| Tổng | Tổng            | 7 | 7 | 7 | 21 |